# W.E.T. (album)
W.E.T. è il primo album in studio del gruppo musicale svedese omonimo, pubblicato il 6 novembre 2009 dalla Frontiers Records.

## Tracce
1. Invincible – 3:50
2. One Love – 3:55
3. Brothers in Arms – 4:46
4. Come Down Like Rain – 4:40
5. Running from the Heartache – 4:26
6. I'll Be There – 4:43
7. Damage Is Done – 3:25
8. Put Your Money When Your Mouth Is – 3:13
9. One Day at a Time – 5:02
10. Just Go – 4:24
11. My Everything – 3:18
12. If I Fall – 6:08

Traccia bonus nell'edizione giapponese
1. Come Down Like Rain (Acoustic Version) – 4:31